# Survivor: Samoa
Survivor: Samoa é a decima-nona temporada do reality show americano Survivor, com o primeiro episódio da temporada indo ao ar em 17 de setembro de 2009.

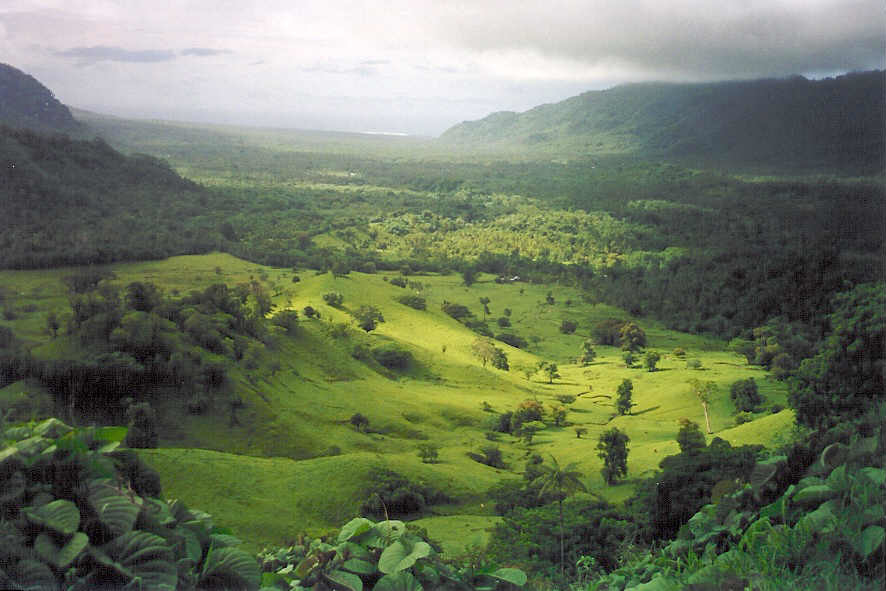
Vista da Ilha Upolu – Samoa: local onde foi gravado Survivor: Samoa.

As seleções para o programa começaram em 14 de janeiro de 2009 e aproximadamente 800 pessoas foram selecionadas, em vários estados americanos, para uma entrevista pela rede de TV CBS. Do total inicial de 800, cerca de 48 semi-finalistas foram selecionados para irem a Los Angeles em abril de 2009. Destes, 20 finalistas foram selecionados para participarem da temporada que foi gravada entre junho e julho de 2009 em Samoa. Da mesma forma que em Survivor: Tocantins, na maioria dos estados, 18 anos foi a idade mínima para poderem se inscrever no programa.
Duas tribos de 10 competidores foram formadas, cada uma com 5 homens e 5 mulheres. Foa Foa representada pela cor amarela e Galu representada pela cor roxa. Em relação aos nomes das tribos iniciais, ambos vêm do samoano. Foa Foa na língua local é uma espécie de concha que pode ser usada com trompete ou arma de batalha e Galu, também em samoano, significa onda que se quebra fortemente contra recifes ou praias. Com a fusão tribal os nomes originais foram abandonados e a nova tribo passou a se chamar Aiga que, segundo Brett, é a palavra samoana usada para se referir ao aumento de uma família.
No último episódio foi revelado que Natalie White derrotou Russell Hantz e Mick Trimming por 7–2–0 votos, respectivamente, e se tornou a vencedora de Survivor: Samoa. Hantz foi votado pelo público como o participante mais popular da temporada, ganhando um prêmio de cem mil dólares e derrotando os outros favoritos, Shannon "Shambo" Waters e Brett Clouser.
Russell Hantz retornou para a vigésima temporada de Survivor,  intitulada Survivor: Heróis contra Vilões. Em 2011 Russell Hantz retorna à competição pela terceira vez em Survivor: Redemption Island.

## Participantes
- Ashley Trainer - 22 anos - Maple Grove, MN
- Ben Browning - 28 anos - Los Angeles, CA
- Betsy Bolan - 48 anos - Campton, NH
- Brett Clouser - 23 anos - Los Angeles, CA
- Dave Ball - 28 anos - Los Angeles, CA
- Elizabeth "Liz" Kim- 33 anos – Nova Iorque, NY
- Erik Cardona - 28 anos - Ontario, CA
- Jaison Robinson - 28 anos - Chicago, IL
- John Fincher - 25 anos - Los Angeles, CA
- Kelly Sharbaugh - 25 anos - West Hollywood, CA
- Laura Morett - 39 anos - Salem, OR
- Marisa Calihan - 26 anos - Cincinnati, OH
- Mick Trimming - 33 anos - Los Angeles, CA
- Mike Borassi - 62 anos - Marina del Rey, CA
- Monica Padilla - 25 anos - San Diego, CA
- Natalie White - 26 anos - Van Buren, AR
- Russell Hantz – 36 anos - Dayton, TX
- Russell Swan - 42 anos- Glenside, PA
- Shannon "Shambo" Waters - 45 anos - Renton, WA
- Yasmin Giles - 33 anos - Los Angeles, CA

## O jogo
| Participante            | Tribo Original | Tribo Pós-Fusão | Colocação Final                        | Total de Votos |
| ----------------------- | -------------- | --------------- | -------------------------------------- | -------------- |
| Marisa Calihan          | Foa Foa        |                 | 1º Eliminado Dia 3                     | 7              |
| Mike Borassi            | Foa Foa        |                 | Removido Devido à Doença Dia 5         | 0              |
| Betsy Bolan             | Foa Foa        |                 | 2º Eliminado Dia 6                     | 7              |
| Ben Browning            | Foa Foa        |                 | 3º Eliminado Dia 8                     | 7              |
| Yasmin Giles            | Galu           |                 | 4º Eliminado Dia 11                    | 8              |
| Ashley Trainer          | Foa Foa        |                 | 5º Eliminado Dia 14                    | 9              |
| Russell Swan            | Galu           |                 | Removido Devido à Doença Dia 15        | 0              |
| Elizabeth "Liz" Kim     | Foa Foa        |                 | 6º Eliminado Dia 18                    | 5              |
| Erik Cardona            | Galu           | Aiga            | 7º Eliminado 1º Membro do Júri Dia 21  | 10             |
| Kelly Sharbaugh         | Galu           | Aiga            | 8º Eliminado 2º Membro do Júri Dia 24  | 4              |
| Laura Morett            | Galu           | Aiga            | 9º Eliminado 3º Membro do Júri Dia 27  | 51             |
| John Fincher            | Galu           | Aiga            | 10º Eliminado 4º Membro do Júri Dia 30 | 7              |
| Dave Ball               | Galu           | Aiga            | 11º Eliminado 5º Membro do Júri Dia 31 | 8              |
| Monica Padilla          | Galu           | Aiga            | 12º Eliminado 6º Membro do Júri Dia 33 | 7              |
| Shannon "Shambo" Waters | Galu           | Aiga            | 13º Eliminado 7º Membro do Júri Dia 36 | 6              |
| Jaison Robinson         | Foa Foa        | Aiga            | 14º Eliminado 8º Membro do Júri Dia 37 | 7              |
| Brett Clouser           | Galu           | Aiga            | 15º Eliminado 9º Membro do Júri Dia 38 | 3              |
| Mick Trimming           | Foa Foa        | Aiga            | 3º Colocado                            | 4              |
| Russell Hantz           | Foa Foa        | Aiga            | 2º Colocado                            | 2              |
| Natalie White           | Foa Foa        | Aiga            | Último Sobrevivente                    | 53             |

O Total de Votos é o número de votos que o competidor recebeu durante os Conselhos Tribais onde ele era elegível para ser eliminado do jogo. Não inclui os votos recebidos durante o Conselho Tribal final
↑1  Cinco votos foram contabilizados contra Laura durante a votação de desempate.
↑2  Devido à utilização do Ídolo da Imunidade, sete votos não foram contabilizados contra Russell H.
↑3  Três votos foram contabilizados contra Natalie durante a votação de desempate.

## Episódios
| Títulos Originais                | Data de Transmissão    | Provas                                 | Provas                    | Observador                | Eliminado                 | Votos                     | Colocação Final           |
| Títulos Originais                | Data de Transmissão    | Recompensa                             | Imunidade                 | Observador                | Eliminado                 | Votos                     | Colocação Final           |
| -------------------------------- | ---------------------- | -------------------------------------- | ------------------------- | ------------------------- | ------------------------- | ------------------------- | ------------------------- |
| "The Puppet Master"              | 17 de setembro de 2009 | Foa Foa                                | Galu                      | Não teve                  | Marisa                    | 7-3                       | 1º Eliminado Dia 3        |
| "Taking Candy From a Baby"       | 24 de Setembro de 2009 | Galu                                   | Galu                      | Yasmin                    | Mike                      | Sem Votos                 | Evacuado Dia 5            |
| "Taking Candy From a Baby"       | 24 de Setembro de 2009 | Galu                                   | Galu                      | Yasmin                    | Betsy                     | 7-1                       | 2º Eliminado Dia 6        |
| "It's Called a Russell Seed"     | 1 de Outubro de 2009   | Galu                                   | Galu                      | Shambo                    | Ben                       | 6-1                       | 3º Eliminado Dia 9        |
| "Hungry for a Win"               | 8 de Outubro de 2009   | Galu                                   | Foa Foa                   | Não Houve                 | Yasmin                    | 8-2                       | 4ª Eliminada Dia 11       |
| "Walking on Thin Ice"            | 15 de Outubro de 2009  | Galu                                   | Galu                      | Shambo                    | Ashley                    | 5-1                       | 5º Eliminado Dia 14       |
| "This Is the Man Test"           | 22 de Outubro de 2009  | Nenhuma2                               | Não Houve                 | Não Houve                 | Russell S.                | Sem votos                 | Evacuado Dia 15           |
| "Houdini Magic"                  | 29 de Outubro de 2009  | Galu                                   | Galu                      | Laura                     | Liz                       | 4-1                       | 6ª eliminada Dia 18       |
| "All Hell Breaks Loose"          | 5 de Novembro de 2009  | Não Houve3                             | John                      | Extinto4                  | Erik                      | 10-2                      | 7º eliminado Dia 21       |
| "All Hell Breaks Loose"          | 5 de Novembro de 2009  | Não Houve3                             | Laura                     | Extinto4                  | Erik                      | 10-2                      | 7º eliminado Dia 21       |
| "Tastes Like Chicken"            | 12 de Novembro de 2009 | Dave, John, Kelly Monica, Shambo       | Laura                     | Extinto4                  | Kelly                     | 4-05                      | 8ª Eliminada Dia 24       |
| "The Day of Reckoning"           | 19 de Novembro de 2009 | Brett, Dave, Laura Natalie, Russell H. | Mick                      | Extinto4                  | Laura                     | 5-56                      | 9ª Eliminada Dia 27       |
| "The First 27 Days"              | 26 de Novembro de 2009 | Episódio de Recapitulação              | Episódio de Recapitulação | Episódio de Recapitulação | Episódio de Recapitulação | Episódio de Recapitulação | Episódio de Recapitulação |
| "Off With Their Heads!"          | 3 de Dezembro de 2009  | Survivor Leilão                        | Jaison                    | Extinto4                  | John                      | 7-1-1                     | 10º Eliminado Dia 30      |
| "Damage Control"                 | 10 de Dezembro de 2009 | Não Houve                              | Jaison                    | Extinto4                  | Dave                      | 7-1                       | 11º Eliminado Dia 31      |
| "Damage Control"                 | 10 de Dezembro de 2009 | Não Houve                              | Brett                     | Extinto4                  | Monica                    | 5-2                       | 12ª Eliminada Dia 33      |
| "Two Brains Are Better Than One" | 17 de Dezembro de 2009 | Jaison, Russel H. Shambo               | Brett                     | Extinto4                  | Shambo                    | 5-1                       | 13ª Eliminada Dia 36      |
| '"'This Game Ain't Over"         | 20 de Dezembro 2009    | Não Houve                              | Brett                     | Extinto4                  | Jaison                    | 4-1                       | 14º Eliminado Dia 37      |
| '"'This Game Ain't Over"         | 20 de Dezembro 2009    | Não Houve                              | Russell H.                | Extinto4                  | Brett                     | 3-1                       | 15º Eliminado Dia 38      |
| "The Reunion"                    | 20 de Dezembro de 2009 | Voto do Júri                           | Voto do Júri              | Voto do Júri              | Mick                      | 7-2-0                     | 3º Lugar Dia 39           |
| "The Reunion"                    | 20 de Dezembro de 2009 | Voto do Júri                           | Voto do Júri              | Voto do Júri              | Russell H.                | 7-2-0                     | 2º Lugar Dia 39           |
| "The Reunion"                    | 20 de Dezembro de 2009 | Voto do Júri                           | Voto do Júri              | Voto do Júri              | Natalie                   | 7-2-0                     | Única Sobrevivente Dia 39 |

No caso de mais de uma tribo ou competidor vencer a recompensa ou imunidade, estes serão listados na ordem de conclusão da prova ou alfabeticamente quando a vitória for em grupo. Nas situações onde um competidor venceu e convidou outros para desfrutarem do seu prêmio, estes estão listados entre chaves.
↑2  Russell S. perdeu a consciência durante o desafio; Jeff cancelou a prova e nenhuma das tribos ganhou a recompense.
↑3  Não houve Prova de Recompensa devido a fusão das tribos.
↑4  A regra do observador não foi mais aplicada depois da fusão tribal, já que havia somente uma tribo no jogo.
↑5  Russell H. usou o Ídolo de Imunidade Escondido, e os sete votos contra ele não foram contabilizados.
↑6  Laura foi eliminada em uma votação de desempate contra Natalie.

### Episódio 1: "The Puppet Master"
- Prova de Recompensa: Na primeira prova de Survivor: Samoa, Chief´s Choise,[5] um nadador, designado pelo líder da tribo, deve nadar até uma plataforma no meio do oceano, buscar uma chave e retornar até a praia onde entregará a chave para o competidor que o líder escolheu como o mais forte da tribo. Esse competidor deve usar a chave para abrir o cadeado e soltar as correntes que prendem dois pesados feixes de madeira, esses feixes devem ser carregados até o local onde a terceira etapa da prova ocorrerá e o competidor, designado como o mais ágil da tribo, usará esses feixes como degraus para subir em uma comprida trave de equilíbrio. Sobre a trave de equilíbrio, o competidor mais ágil deve puxar uma chave através de uma corda enquanto se manter equilibrado. Ao final da trave, a chave deve ser entregue para o competidor, designado como mais esperto, que a usará para destrancar um saco com peças de quebra-cabeça e deve montá-las formando uma estátua. A primeira tribo que completar corretamente sua estátua ganha a recompensa.
  - Recompensa: Pederneira
    - Tribo Vencedora:      Foa Foa
- Prova de Imunidade: Na prova Yank your Hank,[5] seis membros de cada tribo devem correr através de uma série de estruturas de madeira enquanto carregam três rolos de cordas. No final do percurso os seis membros devem usar a corda para puxar uma pesada caixa de madeira ao longo de uma extensa rampa até posicioná-la sobre uma plataforma em seu final. Os quatro membros remanescentes devem desmontar a caixa e usar as peças para resolver um quebra-cabeça. A primeira tribo que concluir o quebra-cabeça ganha a imunidade.
  -     - Tribo Vencedora:      Galu

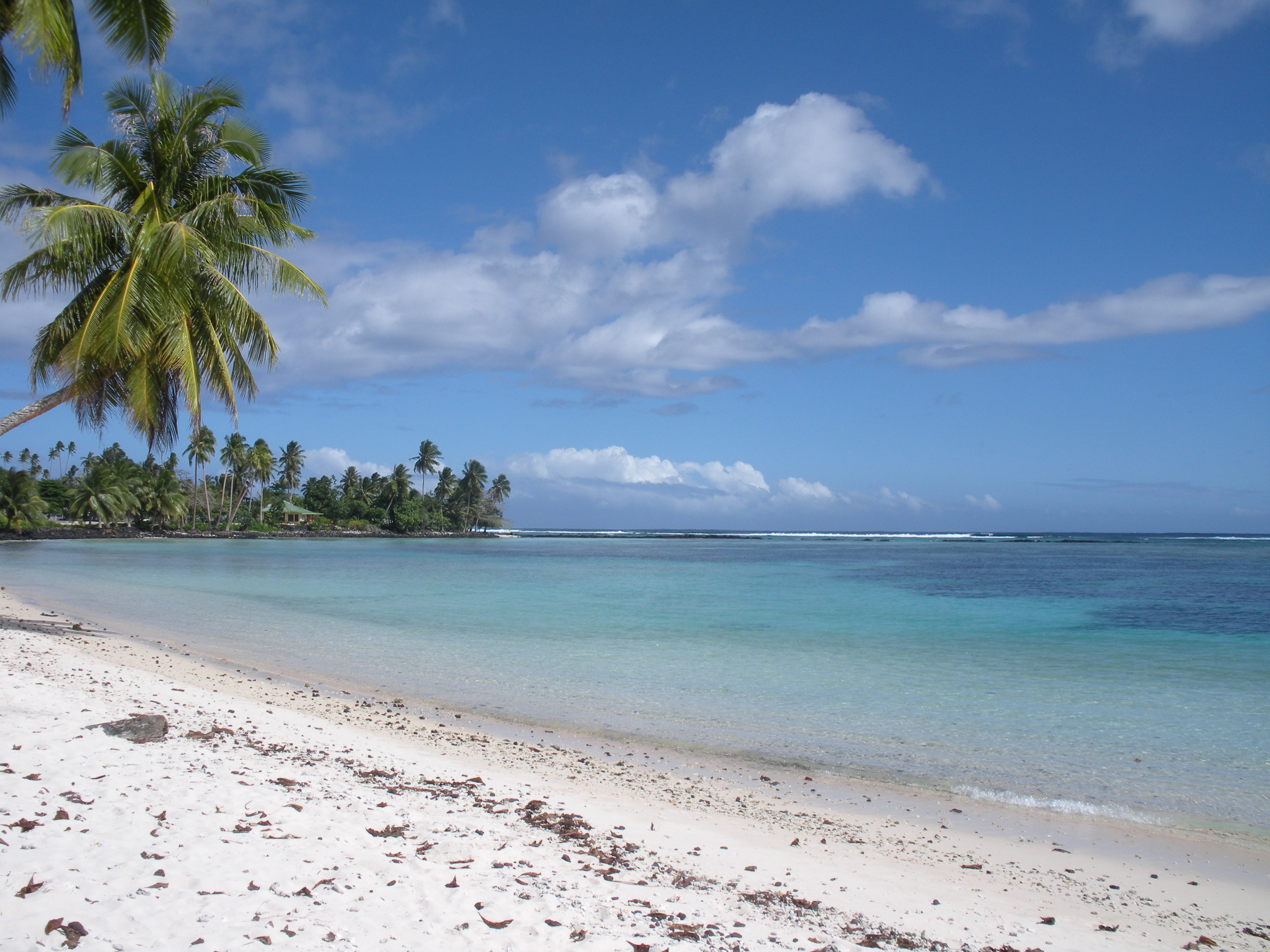
Uma das praias da Ilha Upolu em Samoa similar à utilizada como cenário para a primeira prova da temporada.

Os competidores chegaram à praia remando, em silêncio, quatro escaleres  e já divididos em duas tribos: Foa Foa de amarelo e Galu de roxo. Já na praia, Jeff os instrui para que elegessem um líder para suas respectivas tribos, sem conversarem entre si e baseados apenas em primeiras impressões, para tanto ele lhes entregou um pedaço de pergaminho e caneta para registrarem, secretamente, seus votos. Galu escolheu Russell S. para líder e Foa Foa escolheu Mick. Mick e Russell S. tomaram a frente de suas tribos e tiveram que escolher os competidores para disputar a primeira Prova de Recompensa. Jeff pediu para eles escolherem os melhores nadadores de suas tribos (Jaison, por Foa Foa e John por Galu), o competidor mais forte (Russell H., por Foa Foa e Erik, por Galu), o competidor mais ágil (Marisa, por Foa Foa e Yasmin, por Galu) e o competidor mais esperto (Liz, por Foa Foa e Shambo, por Galu). Jaison deu uma grande vantagem para Foa Foa na primeira etapa da prova e eles a mantiveram até o final, Shambo teve um ótimo desempenho na montagem do quebra-cabeça e quase venceu a prova, mas Liz terminou um pouco antes concedendo a Foa Foa a primeira vitória da temporada. Dave e Erik ficaram muito desapontados com o desempenho de John durante a etapa de natação. Jeff entregou às tribos os mapas  indicando o lugar de seus acampamentos. Em Foa Foa, Russell rapidamente fez alianças  secretas com Ashley, Betsy, Marisa e Natalie, entretanto Betsy achou essa atitude suspeita e não acreditou nele. Em Galu, Russell S. manteve a liderança da tribo e organizou a construção do acampamento. John queria ficar conversando e discutindo como construir o abrigo da tribo, ao invés de trabalharem imediatamente, e sua atitude irritou Shambo. Em Foa Foa, Russell contou uma história a seu respeito, totalmente mentirosa. Contou a todos que ele era um bombeiro, sobrevivente do furacão Katrina em Nova Orleães, Louisiana e que durante a fatídica tempestade perdeu seu cachorro.

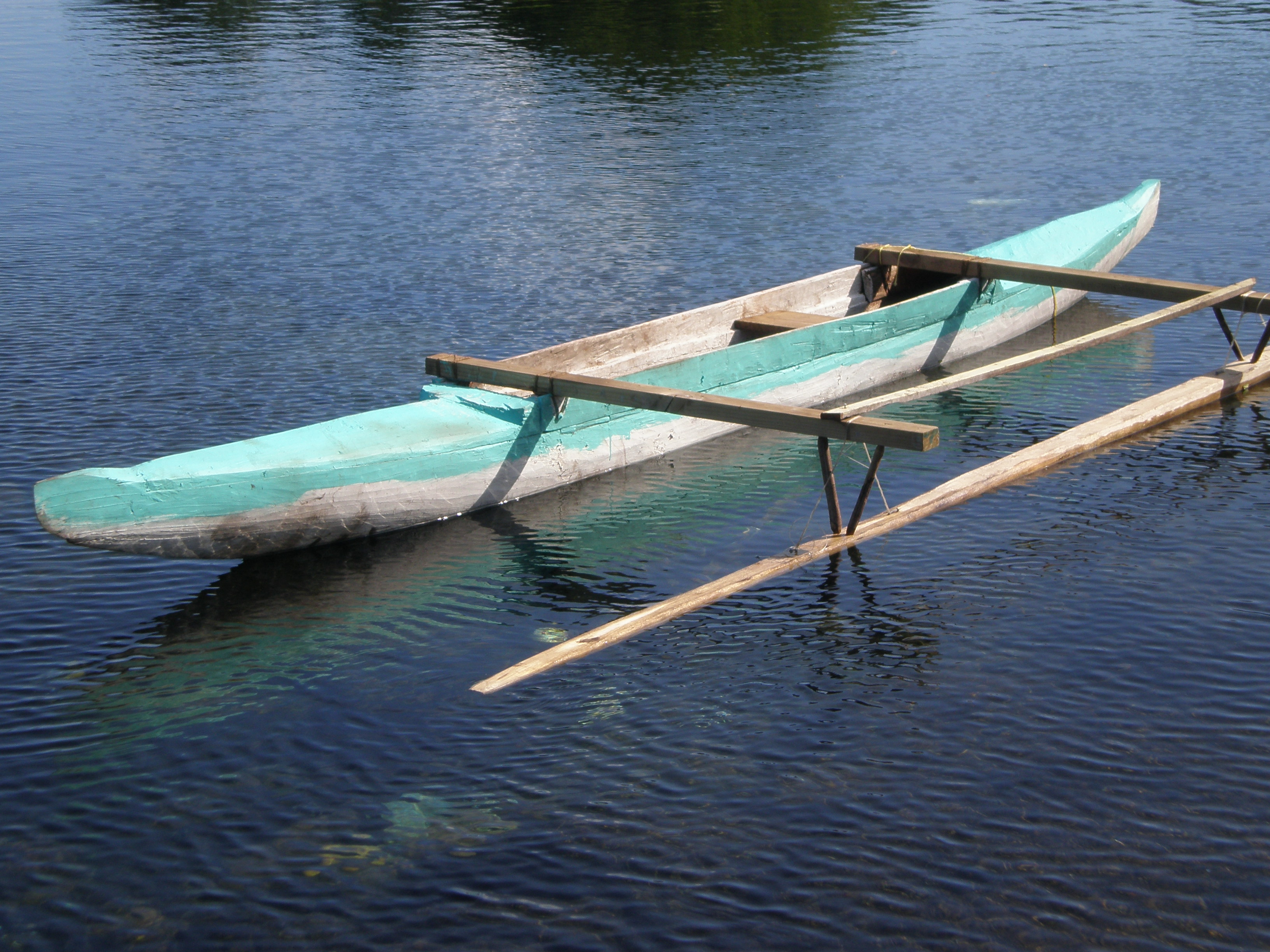
Escaler - embarcação típica em Samoa nas quais os vinte competidores chegaram para o início do jogo.

Alguns de seus companheiros acreditaram na história e se comoveram. No meio da noite, Russell esvaziou todos os cantis de água da tribo e queimou as meias de Jaison pretendendo deixar o restante dos competidores em situação de extrema miséria, pensando que desta forma ele poderia controlar as emoções na tribo e, consequentemente, controlar como eles pensam, manipulando-os a seu favor no jogo. Sua estratégia fez com que Ben e Marisa discutissem na manhã seguinte. Galu se recuperou da derrota na Prova de Recompensa e venceu a primeira Prova de Imunidade da temporada, em acréscimo, Jeff lhes entregou uma pederneira. Mike conversou com os outros em sua tribo argumentando que eles deveriam eliminar o elo fisicamente mais fraco, e ele considerava Ashley a mais fraca. Marisa suspeitou que Russell  estava armando alguma coisa e ela comentou com ele que isso a deixava inconfortável e, Russell, imediatamente passou a mirá-la para eliminação. Betsy falou para Natalie que ela não confiava em Russell. No Conselho Tribal, o plano de Russel para eliminar Marisa foi posto em prática e ela foi eliminada com 7-3 votos.

### Episódio 2: "Taking Candy From a Baby"
- Prova de Recompensa/Imunidade: Em uma arena cercada, três membros de cada tribo devem lutar pelo controle de três bolas na prova Schmergen Brawl.[8] Uma vez de posse de uma das bolas, o competidor deve arremessá-la para um dos outros três membros de sua tribo que estão sobre uma plataforma alguns metros acima do chão nas laterais da arena; os competidores sobre a plataforma devem tentar arremessar a bola em uma cesta que está no extremo oposto da arena, encestando a bola marcam um ponto para sua tribo. A cada ponto marcado os três competidores quem estão na arena trocam de lugar com os que estão na plataforma. Vence a primeira tribo que primeiro marcar três pontos.
  - Recompensa: Equipamento de pesca
    - Tribo Vencedora:      Galu

No dia seguinte ao Conselho Tribal, Betsy e Russell concordaram que não confiavam um no outro. Jaison e Russell formaram uma aliança e Russell contou a ele que estava procurando pelo acampamento o Ídolo da Imunidade Escondido sem ter nenhuma pista ou ao menos saber se existia um Ídolo escondido. Com todos seus companheiros de tribo ao seu redor olhando o que ele estava fazendo, Russell achou o Ídolo escondido em um buraco de das árvores do acampamento. Sem que ninguém percebesse ele tirou o Ídolo de lá e o escondeu em sua cueca. Mais tarde, ele mostrou o Ídolo para Jaison. Na Prova de Recompensa/Imunidade Jeff anunciou que haveria uma mudança surpresa na dinâmica do jogo que seria revelada apenas após a prova. Após, cada tribo, marcar 1 ponto na prova Jeff fez uma pausa  e comunicou que os participantes estavam jogando “no limite do permitido” devido ao vários golpes excessivos e desnecessários para jogar. Na rodada seguinte ao aviso, Jeff novamente parou o jogo e expulsou Ben da prova por passar uma rasteira em Russell S., forçando Foa Foa a jogar a rodada com um jogador a menos e consequentemente perdendo a rodada. Ben foi o primeiro competidor na história do Survivor a ser expulso de um desafio. Galu tomou a liderança da prova e venceu por 3-1, imediatamente após o término do desafio Jeff anunciou que a mudança da temporada consistia em Russell S., eleito líder de Galu no dia 01, deveria escolher alguém de sua própria tribo para acompanhar Foa Foa de volta ao seu acampamento e lá permanecer até a realização do Conselho Tribal que esta pessoa poderia assistir, retornando ao seu próprio acampamento logo após isso. Russell S. escolheu Yasmin para se juntar à Foa Foa. Jeff entregou à Yasmin um bilhete que ela deveria ler em particular ao chegar em Foa Foa. Assim que a tribo Galu se retirou da área da prova, Jeff pediu para que Mike, de Foa Foa, esperasse para ser avaliado pela equipe médica do programa, pois tinha sofrido vários golpes durante o desafio e estava ofegante. Após ser avaliado, a equipe médica determinou que Mike estava incapacitado de continuar no jogo e que ele deveria ser retirado imediatamente da competição. Logo após a saída de Mike, Jeff anunciou a Foa Foa que eles ainda iriam ao Conselho Tribal onde um dos membros restantes seria eliminado. Em Galu, Shambo afirmou que pesca submarina era algo que ela dominava e partiu para o oceano, mas quando ela retornou não trouxe nenhum peixe e tinha perdido o bocal da máscara de mergulho, Laura sentiu que Shambo tinha assinado sua “própria sentença de eliminação”. No acampamento Foa Foa, após apresentar-se, Yasmin disse à tribo adversária que ela estava ali para ajudá-los a elaborar estratégias e melhorarem como grupo, pois queria um jogo limpo e que não fosse fácil  como “tirar doce de criança”. Isso não acabou bem com Jaison e Russell declarando que Yasmin pagaria pelo desrespeito demonstrado pela tribo. A nota privativa que Yasmin recebeu ao ser enviada ao acampamento Foa Foa era uma pista para o Ídolo de Imunidade que estava escondido no acampamento adversário. Mais tarde, Yasmin chamou Ben para uma conversa particular sobre o fato de ele tê-la atacado fortemente durante o último desafio e a conversa virou uma grande discussão que terminou na frente de toda a tribo. À noite, Ben, que já irritara sua tribo pelo comportamento perante Yasmin, piorou sua situação ao resolver cortar lenha enquanto todos os outros tentavam dormir. Sabendo que era o próximo alvo para ser eliminada, por ser a mulher mais velha da tribo e ser vista como a mais fraca nas disputas, Betsy tentou convencer seus companheiros de que Ben deveria ser eliminado já que sua personalidade causava problemas e que Foa Foa perdeu a última prova por ele ter sido expulso. No Conselho Tribal, a visita de Yasmin e a personalidade e ações de Ben durante a Prova de Imunidade/Recompensa foram discutidos. Betsy continuou tentando convencer sua tribo de que eles deveriam eliminar Ben e Yasmin deixou a área do Conselho Tribal para retornar a sua tribo antes da votação começar. No final, as tentativas de Betsy se mostraram vãs e ela foi eliminada com 7-1 votos.

### Episódio 3: "It's Called a Russell Seed"
- Prova de Recompensa/Imunidade: Na prova Sea crates[9] dois membros de cada tribo devem nadar mar a dentro para recolherem, por vez, uma de quatro caixas. Entre a praia e o local, no meio do oceano, onde as caixas estão existe uma "zona de batalha" demarcada por quatro bandeiras. Dentro desta zona, um membro da tribo adversária tentará impedir que os dois competidores cruzem essa zona e cheguem às caixas. Uma vez fora da área demarcada os competidores estão seguros e podem nadar até uma das caixas e levá-la até a praia, onde uma nova dupla de competidores deverá repetir o processo para buscar outra caixa. Uma vez todas as quatro caixas recolhidas e entregues na praia, estas deverão ser empilhadas para resolver um quebra-cabeça. A primeira tribo que resolver corretamente ganha a imunidade e a recompensa.
  - Recompensa: Itens de conforto – almofadas, velas, tapetes, toalhas de praia e uma rede.
    - Tribo Vencedora:      Galu

No dia seguinte ao último Conselho Tribal, Jaison conversou com Mick sobre seu desejo de eliminar Ben no próximo Conselho por causa dos comentários racistas que ele fez sobre Yasmin quando ela visitou o acampamento Foa Foa. Russell contou para Ben que Ashley estava tramando contra ele, pois Russel sentia que precisava manter Ben no jogo para seus próprios interesses e, também, porque queria Ashley fora. Devido a isso, Ben confrontou Ashley sobre o fato dela, supostamente, ter cogitado seu nome para ser eliminado no último Conselho Tribal. Ben contou à Ashley que alguém lhe havia contado os planos de Ashley, mas que ele não contaria quem foi, apenas poderia afirmar que não foi Russell. Ashley foi verificar essa história com Natalie que negou ter conversado com Ben. Em Galu, Shambo sentia-se alienada de sua tribo. Durante a Prova de Recompensa/Imunidade, Galu manteve a liderança por todo o desafio vencendo sua terceira prova consecutiva. Após o término da prova, Jeff deu a Russell S., como líder da tribo Galu, a opção de escolher entre itens de conforto ou itens funcionais com kit de pesca, uma lanterna e uma lona. Russell S. escolheu os itens de conforto, pois sabia que desta forma deixaria as mulheres da tribo mais felizes, mas, sabia também, que os homens não concordariam com sua escolha. Russell S. também teve que decidir quem de sua tribo seria enviado para o acampamento Foa Foa para observá-los até o próximo Conselho Tribal. Desta vez, ele escolheu Shambo e durante sua visita à Foa Foa, Shambo se sentiu mais confortável e integrada com eles do que com sua própria tribo. Shambo ficou excitada por ter conseguido duas pistas para o Ídolo da Imunidade Escondido, mas não sabia que Russell já o havia encontrado. De volta à Galu, Russell S. defendeu sua decisão de ter escolhido itens de conforto alegando que ele era o tipo de homem que acreditava que devia tomar conta de suas mulheres. John e Erik não aceitaram muito bem essa desculpa. Jaison deu à Ashley e Natalie um ultimato dizendo que se Ben não fosse eliminado no próximo Conselho Tribal, Jaison abandonaria o jogo. Russell, Liz, e Ben queriam eliminar Ashley, mas Mick não estava decidido se queria eliminar Ben ou Ashley. Para tentar conquistar a confiança de Mick, Russell mostrou a ele o Ídolo de Imunidade Escondido. Mick e Russell tentaram convencer Jaison a votar em Ashley alegando que uma aliança de todas as mulheres poderia eliminar os homens de Foa Foa. No Conselho Tribal, Jaison e Bem discutiram sobre os comentários e postura racista de Ben. No final, a tribo decidiu votar contra Ben e ele foi eliminado com 6-1 votos.

### Episódio 4: "Hungry for a Win"
- Prova de Recompensa: Na prova Bocce in a Box[12] três competidores de cada tribo jogam um jogo similar à bocha. Uma bandeira é colocada no centro de um círculo e os competidores, em turnos alternados, devem arremessar, cada um, três bolas em direção à bandeira. No final, a tribo que tiver arremessado uma bola mais perto da bandeira ganha a recompensa.
  - Recompensa: Três galinhas
    - Tribo Vencedora:      Galu

Prova de Imunidade: Os competidores devem correr através de um caminho de redes carregando blocos de madeira até uma plataforma na prova Well Stacked. Quando todos os blocos estiverem na plataforma, eles precisam empilhá-los formando uma torre. Com a torre construída, os competidores devem atravessar uma ponte de corda até uma segunda plataforma, onde duas redes estão amarradas prendendo mais blocos de madeira, após as redes serem desatadas eles, novamente, devem empilhar os blocos construindo outra torre, ainda mais alta que a primeira. A primeira tribo que conseguir erguer ambas as torres ganha a imunidade.
- - Tribo Vencedora:      Foa Foa

Quando Shambo retornou para o acampamento Galu, ela não estava feliz e se sentia mais apreciada e útil em Foa Foa. Em Foa Foa, Jaison sentia que tinha feito uma péssima escolha ao ter se inscrito para o programa, pois ele e o restante de sua tribo estavam passando frio, estavam molhados e famintos. Erik conversou com Shambo sobre as pistas para o Ídolo da Imunidade Escondido que ela tinha recebido por ter sido enviado ao acampamento Foa Foa e sobre a possibilidade de dividi-las com ele e John. O correio daquele dia orientou aos líderes de ambas as tribos a escolherem dois competidores para se juntarem a eles para a realização da próxima Prova de Recompensa. Mick escolheu Russell e Natalie. Russell S. escolheu Shambo e Dave. Quando os seis chegaram ao local da prova, Jeff não estava lá e os competidores não sabiam como proceder. Depois de alguma hesitação ambas as tribos correram até uma urna e uma gaiola com galinhas, imaginando que quem chegasse primeiro levaria os itens. Quando abriram a urna eles descobriram instruções para que eles próprios conduzissem a Prova. Durante a disputa Foa Foa sempre esteve à frente e muito perto de conquistar a vitória, mas, no último arremesso de Dave ele conseguiu arremessar a bola mais próximo da bandeira, conquistando mais uma vitória para Galu e o trio retornou ao acampamento levando as galinhas. Enquanto Russell S., Shambo e Dave estavam fora para a Prova de Recompensa e os demais integrantes de Galu dormiam, Erik procurava o Ídolo de Imunidade pelo acampamento e o encontrou. Quando o trio vitorioso retornou ao acampamento com as galinhas, Russell S. designou à Shambo o trabalho de cuidar delas. Na manhã do dia 10, Shambo deixou que uma das galinhas escapasse e Kelly se irritou com Yasmin não ajudar com nada no acampamento. Foa Foa quebrou a sequência de vitórias de Galu, ao vencer a Prova de Imunidade na qual eles estiveram em desvantagem o tempo todo, conseguindo sobrepujar a tribo roxa na etapa final. Pelo seu desempenho na Prova de Imunidade, Russell S. considerou eliminar Monica que não se saiu bem ao cruzar uma ponte feita de corda. Brett levantou o nome de Yasmin para ser eliminada, pois esta não fazia nada para colaborar no acampamento. Shambo e Yasmin queriam eliminar Monica por causa do desafio. Quando Russell S. foi comunicado que o restante da tribo estava cogitando em votar em Yasmin, este se irritou pela tribo não estar seguindo sua liderança. Entretanto, no Conselho Tribal daquela noite, Russell S. seguiu a maioria de sua tribo e Yasmin foi eliminada com 8-2 votos.

### Episódio 5: "Walking on Thin Ice"
- Prova de Recompensa: A prova Samoa Smoothies[14] consiste em um desafio de comida onde dois competidores, um da cada tribo, giram uma roleta com vários tipos de alimentos demarcados nela e duas bolinhas são arremessadas para determinar quais alimentos serão selecionados para serem batidos em um liquidificador acrescidos de um líquido à escolha de Jeff Probst. Marca um ponto para sua tribo o competidor que for capaz de beber todo o conteúdo de seu copo, independente do tempo que precisar ou da colocação que terminar. A primeira tribo que conseguir cinco pontos ganha a recompensa.
  - Recompensa: Bifes, salsichas e cebolas para um churrasco
    - Tribo Vencedora:      Galu

Prova de Imunidade: Na prova Sack Attack um homem e uma mulher de cada tribo seguram uma corda que sustenta uma rede.  Os competidores da tribo adversária tentam arremessar cocos dentro das redes fazendo que, com o peso, elas não possam mais ser sustentadas e caiam. O competidor que conseguir segurar sua corda por mais tempo, sem deixar a rede tocar no chão, ganha a imunidade para sua tribo.
- - Tribo Vencedora:      Galu

Ao retornar ao acampamento depois do Conselho Tribal, Shambo se sentia mais alienada do restante da tribo por ela ter sido a única, além de Yasmin, a votar em Monica. Monica se sentiu desprezada por Shambo e queria que ela fosse a próxima eliminada do jogo. Em Foa Foa, Russell H. achou que Liz estava tentando manipular a próxima votação e por isso ele começou a mirá-la para ser a próxima eliminada, pois ele queria ser o único a manipular a tribo. Na Prova de Recompensa as quatro primeiras duplas de sobreviventes beberam com sucesso todo o conteúdo de seus copos, deixando que o desafio fosse decidido na última rodada com Dave desafiando Ashley. Dave rapidamente bebeu o conteúdo de seu copo enquanto fazia ruídos simulando que estava vomitando, o que perturbou Ashley. Depois de ser perturbada pelos competidores de Galu enquanto bebia, Ashley desistiu da prova antes de conseguir beber todo seu copo e perdeu a prova por Foa Foa. Russell S. teve que escolher um observador para ir ao acampamento Foa Foa e ele escolheu Shambo pela segunda vez, e ela não pareceu feliz por ter sido enviada novamente. Para o restante da tribo, Russell S. justificou ter enviado Shambo para ela poder compensar por ter deixado uma das galinhas da tribo ter fugido, mas que depois disso, tudo estaria certo. No acampamento Galu, enquanto tentava começar fogo para cozinhar as recompensas do último desafio, Russell S. discutiu com Dave sobre quando Dave deveria parar de ajudar com o fogo. Assim que pararam de discutir Dave rapidamente conseguiu sucesso em fazer fogo onde Russell S. estava tendo dificuldades. Em Foa Foa, Shambo dividiu as pistas para o Ídolo de Imunidade Escondido como todos os membros de Foa Foa. Liz cogitou que Russell H. ou Ben já poderiam ter encontrar o ídolo e desde que Ben não o utilizou quando foi eliminado este deveria estar de posse de Russell H. Liz enfrentou Russell H. sobre esse fato, e ele negou que o tivesse e irritou-se com Liz por tê-lo confrontado. A chuva começou a cair durante a noite do dia 13 e continuou por todo o dia 14. Na Prova de Imunidade, Foa Foa escolheu Liz e Russell H. para segurarem as cordas, enquanto por Galu competiram Laura e Russell S. Foa Foa teve problema para arremessar cocos dentro das redes de Galu enquanto os arremessadores da tribo Galu o faziam com facilidade nas redes de Liz e Russell H., este último foi o primeiro a sair do desafio derrubando sua rede cheia de cocos. Na sequência Liz foi a próxima a derrubar a rede derrubando condenando Foa Foa a mais um Conselho Tribal.  De volta ao acampamento, a chuva ainda continuava a cair, forçando Foa Foa a tentar se proteger debaixo do seu abrigo, condenando todos a ficarem confinados em um único lugar sem terem oportunidade para criar estratégias ou discutir sobre quem seria o próximo eliminado como fariam normalmente antes de um Conselho Tribal. Russell H. inicialmente queria eliminar Liz por ela tê-lo confrontado (como Marisa e Betsy tinham feito anteriormente), mas mudou de ideia após valorizar sua força durante o último desafio por imunidade e saber que Ashley era o elo mais fraco da tribo. No Conselho Tribal, Russell H. esqueceu sua rixa com Liz e votou juntamente com o restante da tribo para eliminar Ashley que saiu com 5-1 votos.

### Episódio 6: "This Is the Man Test"
- Prova de Recompensa: Na prova Roll With It[16] um competidor de cada tribo fica preso no interior de uma grande gaiola esférica e deve guiar outros dois competidores vendados que têm que rolar a gaiola através de um percurso labirinto através da floresta. No final do percurso os competidores devem encontrar uma mesa labirinto com outros dois competidores vendados nas pontas. Os dois competidores que guiaram a gaiola devem se juntar a estes se posicionando nos outros dois lados da mesa que estão vazios , onde os quatro vendados serão guiados pelo competidor dentro da gaiola para guiar uma bola através da mesa. Vence a tribo que primeiro resolver a mesa labirinto.
  - Recompensa: Uma pizza inteira enquanto assiste a tribo perdedora durante o Conselho Tribal
    - Tribo Vencedora: Nenhuma. O desafio foi cancelado antes de ser concluído por questões médicas.

A chuva continuou forte durante o quinto dia consecutivo, mas mesmo assim os dois Russells continuaram a trabalhar duro em seus respectivos acampamentos, enquanto os outros sobreviventes tentaram se proteger como podiam da chuva. Na manhã do dia 15 a chuva finalmente parou. Durante a Prova de Recompensa, após Jeff explicar as regrasdo desafio ele anunciou que ambas as tribos iriam para o Conselho Tribal naquela noite onde, cada uma, eliminaria um competidor. Galu com vantagem em número de membros dispensou nesta prova quatro competidores: Dave, Monica, Shambo e Kelly. Foa Foa escolheu Liz para ser a guia enquanto Jaison e Russel H. empurravam a gaiola esférica onde esta estava inserida. Por Galu Laura foi a guia e Eric e Russel S. empurravam a gaiola. No final da primeira fase da prova que consistia em empurrar a gaiola por um longo percurso, Russell S. ficou desorientado e, cambaleante, se esforçou para conseguir chegar à mesa de quebra-cabeça. Jeff percebeu que Russell S. desmaiou no seu posto na tabela de quebra-cabeça, pediu a suspensão da prova, e que a equipe médica atendesse imediatamente Russel S. Durante o atendimento a equipe médica informou que a pressão arterial dele estava ainda menor do que a de Mike Borassi, quando este foi evacuado nos primeiros dias do jogo. Jeff anunciou que o desafio estava encerrado,  que nenhuma tribo havia vencido e que ambas ainda iriam para o Conselho Tribal daquela noite onde eliminariam alguém e caso Russel S. se sentisse melhor ele se juntaria novamente à Galu durante o Conselho Tribal. Após a saída das tribos do local da prova, a equipe médica decidiu que Russel S. não estava em condições físicas de continuar no jogo e ele foi evacuado. No acampamento Foa Foa, Natalie e Liz sabiam que uma delas seria a eliminada da noite e cada uma tentou convencer os homens da tribo a eliminar a outra. Em Galu, Laura cogitou eliminarem Shambo, pois ela era uma ameaça potencial para trocar de lado com a iminente fusão tribal e Monica queria eliminar Shambo em retaliação aos votos recebidos dela no último Conselho Tribal em que estiveram, enquanto isso os homens de Galu queriam eliminar Monica, pois a viam como o elo mais fraco da tribo. Quando chegaram ao Conselho Tribal Jeff comunicou às tribos que Russel S. estava fora do jogo mas passava bem. Os competidores discutiram a saída de Russel S., as dificuldades em se jogar Survivor e as suas percepções sobre a dinâmica do jogo atual. Jeff comunicou que, devido às circunstâncias sem precedentes de não completarem uma prova, ambas as tribos estavam dispensadas do Conselho Tribal e ninguém iria para a casa naquela noite, antes de saírem Jeff avisou que Galu deveria escolher um novo líder para a tribo.

### Episódio 7: "Houdini Magic"
- Prova de Recompensa: Na prova Brain Food[17] os competidores disputam uma variação do jogo "Concentração" com 13 pares de itens de sobrevivência mais quatro itens sem pares cobertos. Um membro de cada tribo, por vez, pode descobrir dois itens. Se esses itens formarem um par o competidor marca um ponto para sua tribo. Entretanto, se o líder da tribo assim preferir eles podem trocar o ponto conquistado na prova pelo item descoberto. Ao fim do jogo, a tribo com maior número de pontos ganha a recompensa.
  - Recompensa: Uma viagem em um barco à vela e um almoço a bordo.
    - Vencedor da Recompensa:      Galu
- Prova de Imunidade: No desafio Canoe Dueling[17] as tribos devem remar oceano à dentro enquanto pescam durante o percurso peças, em forma de peixes, de um quebra-cabeça.  Uma vez de volta à praia, três membros remanescentes, que não participaram da primeira etapa da prova, devem usar as peças e montar o quebra-cabeça. A primeira tribo que completar corretamente ganha a imunidade.
  -     - Vencedor da Imunidade:      Galu

Os homens de Galu conspiraram para votar em Shambo como a nova líder da tribo para garantir sua lealdade a eles, mas a mantiveram na obscuridade sobre os seus planos. Durante a Prova de Recompensa Dave, Kelly e Shambo foram dispensados por Galu estar com a maioria. Já que Shambo, como líder de tribo, não estava participando do desafio ela deveria passar o poder de escolher sobre ficar com os itens conquistados ou os pontos que eles valem para outro competidor que estivesse na prova, ela escolheu Erik, mas Dave rapidamente a fez mudar de ideia delegando a tarefa aBrett. Laura marcou o primeiro ponto para Galu encontrando um kit para fogo, mas Brett abriu mão do ponto para ficar com o kit que vinha envolto por uma grande lona. Todos os outros pares encontrados os pontos foram mantidos e no final Galu venceu por 7-4. Shambo escolheu Laura para não participar da recompensa e ser enviada ao acampamento Foa Foa para observar a dinâmica daquela tribo alegando que queria “manter seus homens fortes para a prova de amanhã”. Kelly e Monica achavam que o posto de líder estava subindo à cabeça de Shambo e não estavam felizes por ela ter escolhido Laura; já Laura achava que Shambo a havia escolhido por não gostar dela. Enquanto isso no acampamento Foa Foa, Russel H. tentou fazer uma aliança com Laura para eles serem os dois finalistas do jogo. Ele também mentiu para Laura dizendo que a pista que ela havia ganhado para achar o Ídolo da Imunidade Escondido era inútil já que Ben o havia encontrado e não o utilizou quando foi eliminado mantendo o Ídolo escondido em algum lugar no acampamento. Galu venceu a prova de imunidade quando Brett, Dave e Kelly viraram o jogo durante a fase de montagem do quebra-cabeça. O fraco desempenho de Jaison durante a prova fez com que Russel H. cogitasse eliminá-lo ao invés de Liz. Liz pensou que estava salva quando Russel H. contou a ela que as suas duas opções de voto eram Natalie ou Jaison, mas, no final, Liz foi eliminada com 4-1 votos.

### Episódio 8: "All Hell Breaks Loose"
- Prova de Imunidade: Na prova Nut Cracker[20] os competidores disputam uma variação do jogo "tee ball" com homens competindo contra homens e mulheres competindo contra mulheres. O campo de jogo está dividido em várias seções que valem diferentes pontuações. Cada competidor tem direito a um arremesso e, de acordo, com a seção que a bola parar o competidor leva a sua respectiva pontuação. Os dois competidores, de cada sexo, com a maior pontuação ganha imunidade.
  -     - Vencedores da Imunidade:      John e Laura

Laura e Shambo tiveram uma discussão sobre o desaparecimento do cantil de Laura que culminou em uma discussão sobre como elas se tratavam no acampamento. O correio do dia 19 parecia anunciar mais uma Prova de Recompensa, mas quando as tribos chegaram ao local onde o desafio se daria Jeff não estava lá e os competidores encontraram apenas um baú fechado na praia. Quando abriram o baú eles descobriram novas bandanas azuis e suprimentos para criar uma nova bandeira tribal, uma nota que estava no baú comunicava que eles estavam fundidos em uma nova e única tribo e, a partir dali, todos deveriam seguir para o antigo acampamento Galu onde uma banquete os aguardava na praia. De volta no novo acampamento, eles nomearam a nova tribo de Aiga, que segundo Brett, significa “aumento de família” em samoano. Russel H. mostrou a Laura seu Ídolo de Imunidade Escondido e falou que caso ela conseguisse mantê-lo até o "top sete" ele dar-lhe-ia esse Ídolo. Contou também que ninguém sabia da existência deste Ídolo. Laura não aceitou o trato e falou que Russel H. estava barganhando de uma posição muito ruim para ele. Mudando de planos, Russel H. passou a mirar em Laura para ser eliminada e ofereceu o mesmo trato de entregar o Ídolo de Imunidade para Monica e depois disso tentou com John, mas sua estratégia pareceu funcionar com Shambo e sua antipatia por Laura. Após explicar como funcionaria a Prova de Imunidade, Jeff comunicou que naquela prova, em especial, eles disputariam por dois colares de Imunidade Individual: um disputado pelos homens e outro disputado pelas mulheres. John venceu pelos homens e Laura pelas mulheres. Com a vitória de Laura os planos de Russell H. e Shambo para eliminá-la foram estragados. Laura contou a Erik que Russel H. lhe havia mostrado um Ídolo de Imunidade e este (Erik) por sua vez espalhou a notícia para John. Erik queria enganar Russell para que ele usasse desnecessariamente seu Ídolo de Imunidade. John queria quebrar a aliança entre Laura e Monica, eliminando Monica no próximo Conselho Tribal e contou para Erik que diria para Laura que eles votariam em Jaison a fim de enganá-la para não suspeitar de seus planos. Ambos foram até Brett e Dave e contaram seus planos. Erik se aproximou de Jaison, Mick e Natalie e lhes disse para votar em Monica, mas que mantivessem seus votos em segredo para que Russell H. pensasse que estava ameaçado no Conselho Tribal e utilizasse seu Ídolo de Imunidade. Jaison, então, resolveu virar o jogo contra Erik e eliminá-lo. Natalie contou à Laura sobre os planos de Erik e conversou com ela e Kelly sobre eliminá-lo. Kelly contou à Monica sobre o plano de eliminar Erik e que ele planejava eliminá-la. Kelly e Laura falaram para Dave que Erik não era confiável e que ele deveria ser o próximo a partir. Russell H. estava crente de que a história das garotas em eliminarem Erik era apenas um plano para enganá-lo e que na verdade ele era o alvo da vez. No Conselho Tribal, Erik menosprezou o quarteto Foa Foa. Antes dos votos serem revelados Russell H. usou seu Ídolo de Imunidade Escondido, entretanto ele não recebeu nenhum voto contra ele. O plano das garotas em eliminar Erik deu certo e ele nem percebeu que estava sendo enganado e por isso não usou seu Ídolo de Imunidade. Sem que os outros participantes do jogo desconfiassem o segundo Ídolo de Imunidade Escondido deixava o jogo com a eliminação de Erik por 10-2 votos.

### Episódio 9: "Tastes Like Chicken"
- Prova de Recompensa: Na prova Coconut Code[22] os competidores são divididos em duas equipes de cinco membros cada, com um competidor ficando fora da prova. Uma dupla de cada equipe deve correr ao longo de um percurso para coletar uma série de mastros marcados com cocos brancos e pretos. Após coletarem todos os mastros, a equipe deve dispô-los de maneira que os cocos brancos formem um número de quatro dígitos. Na terceira etapa da prova, um membro vendado da equipe, usando apenas o tato deve usar o número para destravar um cadeado. A primeira equipe que conseguir destravar o cadeado, fazendo uma bandeira subir, ganha a recompensa.
  - Recompensa:  Uma viagem para uma cachoeira local com um escorregador natural e um almoço com frango frito e bolo de chocolate.
    - Vencedores da Recompensa:      Dave, Kelly, Shambo, Monica e  John
- Prova de Imunidade Os competidores devem arremessar um gancho amarrado à extremidade de uma corda para coletarem duas bolsas contendo peças de um quebra-cabeça no desafio  Square Peg, Round Hole.[22] Os três primeiros competidores que conseguirem coletar suas duas bolsas seguem para a próxima etapa do desafio onde devem encaixar corretamente as peças em um painel, cada peça encaixada corretamente libera uma nova peça a ser encaixada no painel. O primeiro competidor que conseguir completar o quebra-cabeça ganha imunidade.
  -     - Vencedor da Imunidade:       Laura

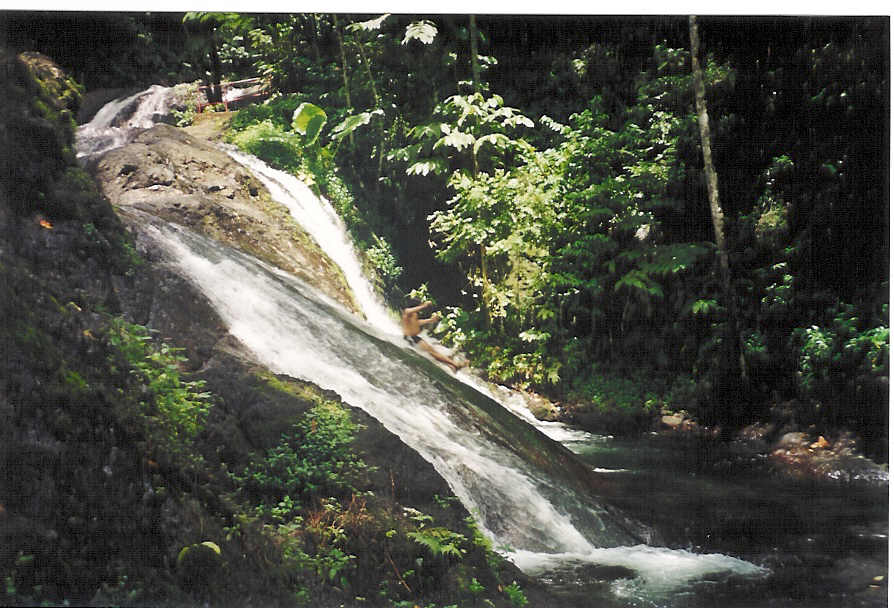
Escorregador natural na Ilha Upolu, similar ao visitado pelos vencedores da recompensa do episódio 09.

De volta ao acampamento Aiga após o Conselho Tribal, Russell H. estava preocupado em ser o próximo eliminado e estava procurando por uma saída milagrosa enquanto Laura estava se vangloriando da maneira com que o plano das garotas para fazer com que Russel H. usasse o Ídolo de Imunidade tinha dado certo. No dia seguinte ao Conselho Tribal, Natalie capturou e matou um rato para comer que surpreendeu todos na tribo. Na Prova de Recompensa, duas equipes foram divididas aleatoriamente e Natalie, pela dinâmica da seleção, acabou ficando de fora da prova, entretanto, ela poderia ter uma chance para participar do prêmio escolhendo uma das tribos que ela apostava que ganharia o desafio, caso escolhesse a equipe vencedora ela se juntaria a eles na recompensa. Natalie escolheu torcer pela equipe amarela composta por Brett, Jaison, Laura, Mick e Russell H. que desafiou a equipe roxa composta por Dave, John, Kelly, Monica e Shambo. A equipe amarela esteve na liderança a maior parte da prova, mas foi sobrepujada pela equipe roxa  na etapa final que consistia na resolução de um quebra-cabeça. Enquanto a equipe roxa estava almoçando em seu piquenique de recompensa, eles receberam uma pista para um novo Ídolo de Imunidade Escondido. Como o grupo que recebeu a pista consistia de cinco dos sete membros remanescentes da antiga tribo Galu, eles decidiram manter a pista para o novo Ídolo apenas entre eles. Enquanto discutiam qual dos membros originais de Foa Foa seria o próximo eliminado, Shambo defendeu Russell H. fazendo com que Kelly começasse a desconfiar de sua lealdade. De volta ao acampamento, após desfrutar da recompensa, Russell H. notavelmente encontrou seu segundo Ídolo de Imunidade Escondido sem ajuda de uma pista. No dia 24, Russell H. mostrou seu segundo Ídolo para Shambo para garantir sua lealdade com os remanescentes de Foa Foa. Na mesma oportunidade, Shambo revelou a Russell H. os planos de conspiração contra ele. Eles planejaram deixar que os membros de Galu votassem Russell H. , que então usaria o Ídolo, enquanto os membros de Foa Foa votariam contra Laura. Caso Laura ganhasse nova imunidade eles planejariam eliminar Kelly, aliada mais próxima de Laura. Na Prova de Imunidade, os temores de Russell H. e Shambo se tornaram realidade e Laura ganhou sua segunda imunidade seguida, derrotando Mick e Shambo na rodada final do desafio. Russell H. e Shambo mudaram então para o plano alternativo, que consistia em enganar Galu e eliminar Kelly. Russell H. contou a Jaison que havia encontrado seu segundo Ídolo de Imunidade e pediu para que ele votasse em Kelly. Jaison contou a Mick e Natalie sobre os planos e estes cogitaram na possibilidade de se unirem aos antigos Galu e enganarem Russell H. Durante uma discussão com Dave, John e Laura, Monica levantou a hipótese de um dos antigos Foa Foa terem descoberto o segundo Ídolo, imediatamente Dave e Laura desconsideraram a ideia alegando que eles não teriam tanta sorte assim. No Conselho Tribal, Dave e Kelly falaram sobre os motivos de terem eliminado Erik que, sentado no banco do júri, estava visivelmente irritado com os comentários e o plano dos remanescentes de Foa Foa funcionou perfeitamente com Russell H. usando seu segundo Ídolo cancelou todos os votos contra ele. Os votos dos sete membros de Galu contra Russell H. não foram contados e apenas os votos dos quatro Foa Foa contra Kelly valeram, sendo enganada e eliminada com 4-0 votos. Após a eliminação Jeff anunciou que um novo Ídolo estava de volta no jogo.

### Episódio 10: "The Day of Reckoning"
- Prova de Recompensa: Os competidores são divididos em duas equipes de cinco membros cada para competirem na prova  Get Hooked.[24] Um competidor de cada tribo fica suspenso em um suporte aéreo móvel conectado a quatro cordas, que são usadas pelos outros quatro competidores da equipe para movimentar o competidor no suporte sobre uma arena demarcada para coletar bandeiras numeradas sequencialmente de 1 a 15. Uma a uma as bandeiras devem ser pegas em ordem crescente e reposicionadas em seus respectivos lugares marcados em um tronco próximo. A primeira equipe que coletar e reposicionar todas as suas quinze bandeiras ganha a recompensa.
  - Recompensa: Uma viagem de avião até à ilha de Savai'i para um piquenique em uma cachoeira.
    - Vencedores da Recompensa:      Russell H., Natalie, Dave, Brett e Laura
- Prova de Imunidade No desafio  Spear Me The Details[24] cada competidor deve arremessar uma pedra na tentativa de acertar e quebrar qualquer uma das três placas de cerâmica nas cores que o representam. Para cada placa de sua cor que for quebrada o competidor ganha uma lança que será usada na próxima etapa da próxima. Na etapa seguinte, os competidores usam uma atiradeira para arremessar as lanças conquistadas na etapa anterior em direção a um alvo. O competidor que atingir o mais próximo do centro do alvo ganha a imunidade.
  -     - Vencedor da Imunidade:       Mick

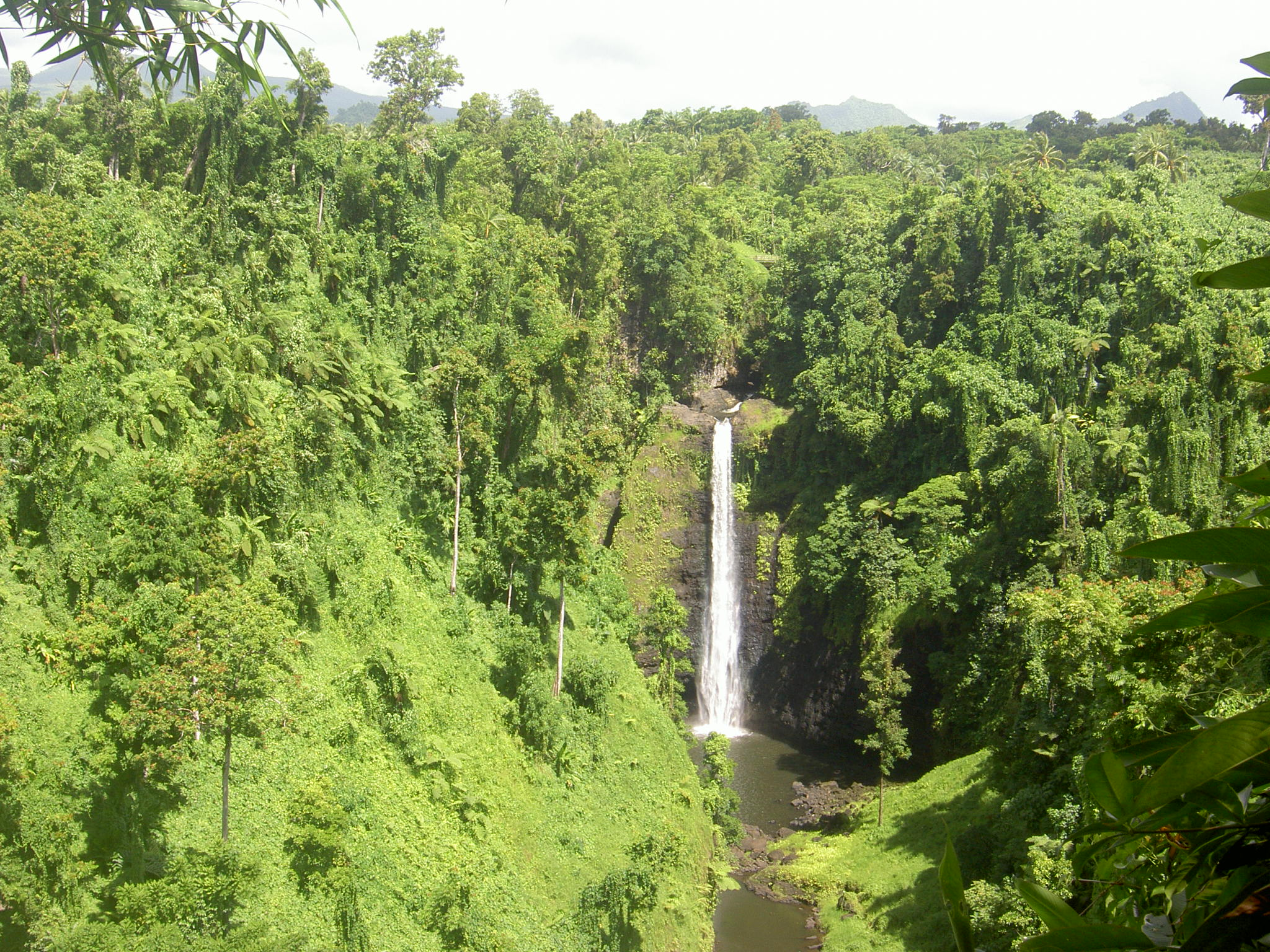
Cachoeira em Samoa, local visitado pelos vencedores da recompensa do episódio 10.

Quando retornaram para o acampamento, Russell H. e Shambo se vangloriavam do modo como tinha ocorrido o último Conselho Tribal. No dia seguinte, Russell H. saiu a procura de seu terceiro Ídolo de Imunidade Escondido. Shambo se aproximou de John tentando fazê-lo a se juntar com sua aliança com os Foa Foa para eliminar Laura. Na Prova de Recompensa a equipe amarela de Jaison, John, Mick, Monica e Shambo foi derrotada pela equipe roxa de Brett, Dave, Laura, Natalie e Russell H. À equipe vencedora foi dado um palm para ser utilizado durante a viagem de recompensa. Enquanto utilizava o palm para acessar a galeria de fotos do aparelho Russell H. descobriu uma série de pistas em texto, imagem e vídeo para o Ídolo de Imunidade Escondido, que aparentemente estava sob uma rocha, ele decidiu dividir a pista com o resto da equipe vencedora. De volta ao acampamento Aiga enquanto a equipe roxa estava fora desfrutando de sua recompensa, Jaison se aproximou de Monica tentando convencê-la a se unir aos Foa Foa e sua aliança de cinco pessoas sem revelar que a quinta pessoa era Shambo. Monica disse que para terem o voto dela, eles deveriam garantir que John fosse o próximo eliminado. Monica passou a suspeitar que Shambo era o quinto voto secreto. De volta da recompensa, Russell H. dividiu as pistas para o novo Ídolo de Imunidade Escondido com Jaison e Mick. Quando Russell H. e Jaison saíram para procurá-lo, Dave e Laura os seguiram. Russell H. pensou ter reconhecido a rocha que a pista do vídeo mostrava, mas com Dave em seu encalço ele teve que correr pela floresta para despistá-lo. Assim que conseguiu se livrar de Dave, ele retornou ao lugar onde achava ter reconhecido através das pistas e conseguiu encontrar seu terceiro Ídolo de Imunidade. Monica conversou com Laura sobre a proposta dos antigos Foa Foa e acrescentou que suspeitava que Shambo e John haviam trocado de lado. A Prova de Imunidade foi vencida por Mick. De volta ao acampamento, Shambo contou à Brett que ela iria votar contra Laura no Conselho Tribal e que já o teria feito nos dois últimos Conselhos caso ela não tivesse ganhado duas vezes seguidas a imunidade individual. Dave e Laura queriam votar em Russell H. para eliminar o Ídolo de Imunidade caso ele tivesse um, mas John alegou que seria melhor votar em Natali porque ela era uma das pessoas que não estava procurando pelo Ídolo de Imunidade e seria menos provável que ela o possuísse. Monica elaborou um plano para tentar salvar Laura onde ela contaria para os Foa Foa  que votaria com eles em John, mas na verdade ela votaria em Natalie, na esperança de ter cinco votos contra Natalie, quatro contra John e um contra Laura.  Monica contou para Mick e Russell H. sua história, mas estes ficam em dúvida quanto quão verdadeiro era essa mudança de lado. Quando Brett contou a John sobre os planos de Monica, ele não ficou contente sobre estar sendo usado sem ser consultado antes e disse que não salvaria Laura se isso significava ganhar votos  e poder ser eliminado.  No Conselho Tribal, Shambo disse que a unidade da tribo Galu havia sido quebrada quando Erik foi eliminado no primeiro Conselho após a fusão. Laura discordou e disse que os Galu originais ainda estavam fortes, mas Jeff pontuou que se Shambo estava incerta sobre a integridade da tribo, Galu não poderia estar forte. Os votos foram lidos e Jeff anunciou um empate de 5-5 votos entre Natalie e Laura. De acordo com as regras do programa, uma segunda votação foi realizada onde os outros oito competidores remanescentes teriam que votar em uma das duas. Os segundos votos foram lidos e John mudou seu voto original, causando a eliminação de Laura por 5-3 votos.

### Recapitulação: The First 27 Days
Recapitulação dos primeiros 27 dias de jogo.

### Episódio 11: "Off With Their Heads!"
- Leilão Survivor:  O Leilão Survivor foi realizado em substituição à Prova de Recompensa.[25] Os itens comprados foram:
  - Brett: Nada
  - Dave: Nada
  - Russell H.: Nada
  - Jaison: Uma pista lacrada que o ajudará na próxima Prova de Imunidade
  - John: Uma pista para o Ídolo de Imunidade Escondido e uma fatia de torta de maçã
  - Mick: Cheeseburguer, batata frita e cerveja
  - Monica: Frango assado inteiro (Item misterioso)
  - Natalie: Manteiga de amendoim e sanduíche de geleia e um banho
  - Shambo: Miúdos de frutos do mar com queijo parmesão ralado (Item misterioso)
- Prova de Imunidade: Com apenas uma das mãos, os competidores devem segurar uma corda com vários nós atados ao longo de seu comprimento. A corda está presa a um pesado tronco. O objetivo da prova é que o competidor segure o tronco, através da corda, pelo maior tempo que conseguir. O competidor começa segurando a seção da corda entre os nós que estão mais próximos ao tronco, fazendo com que o esforço para tal tarefa seja mínimo. A cada três minutos, eles devem mudar de mão e descer uma seção de nós em direção ao final da corda, esse movimento aumenta a angulação do tronco que está sendo sustentado pela corda aumentando consequentemente seu peso. O competidor que conseguir segurar seu tronco por mais tempo ganha a imunidade.
  -     - Vencedor da Imunidade      Jaison

O correio do dia 28 contém envelopes com 500 dólares cada demonstrando que o Leilão Survivor iria acontecer ao invés de um desafio por recompensa, para o delírio dos competidores. Diferente de outras temporadas, desta vez nem dinheiro nem comida podiam ser compartilhados. Assim que Jeff anunciou uma pequena garrafa selada que daria uma vantagem no próximo desafio por imunidade, Jaison rapidamente cobriu o lance de todos para ter certeza que nenhum Galu original recebesse esta vantagem. Quando John comprou um pedaço de torta de maçã, Jeff lhe deu a opção dele não receber o pedaço de torta e ao invés disso dar um pedaço para outros quatro competidores. John recusou a proposta e ficou com o pedaço para si mesmo esperando que os companheiros de tribo entendessem sua escolha. Russell H. achou que este movimento foi um erro estratégico, acrescentando que se fosse ele que tivesse ganhado o item o teria dividido com seus três companheiros da Foa Foa original mais Shambo. Ao retornarem ao acampamento, John começou sua busca pelo Ídolo de Imunidade Escondido com a ajuda da pista que havia conquistado no leilão, ele encontrou o lugar certo, mas nenhum Ídolo fazendo-o acreditar que Russell H. já o havia encontrado anteriormente. Depois que Jeff explicou as regras da Prova de Imunidade, Jaison abriu sua garrafa selada. A nota selada dentro da garrafa dizia que a qualquer momento da competição, Jaison poderia movimentar suas mãos subindo dois nós nas cordas que eles segurariam, dando a vantagem de segurar menos peso do que os outros competidores da prova. A Prova de Imunidade foi decidida em uma disputa entre Jaison e Dave. Jaison que com a vantagem comprada no leilão segurava menos peso que Dave ganhou a imunidade, valendo a pena ter gasto todo seu dinheiro para isto. De volta ao acampamento, a tribo decidiu comer as galinhas que eles tinham conquistado na quarta Prova de Recompensa, o que deixou Shambo depressiva já que era ela que vinha cuidando dos animais desde então. Shambo começou a cozinhar as galinhas de sua maneira e Dave, que foi o responsável pela tribo ter ganhado estas, se viu no direito de opinar na maneira com elas seriam preparadas. Os comentários de Dave irritaram Shambo que passou a desejar que ele fosse o próximo eliminado. Naquela noite, Shambo teve o que ela mesma chamou de "uma premonição", onde a tribo eliminava Dave. Ela contou o sonho para Russell H.e este disse que se Shambo teve uma premonição as coisas deveriam ocorrer como seu sonho. John cobrou de Russell H. o acordo feito anteriormente onde se ele mudasse seu voto e ajudasse a eliminar Laura, o próximo eliminado seria um dos Foa Foa originais e Russell H. sugeriu que Mick fosse o eliminado. John, também, questionou Russell H. sobre o último Ídolo de Imunidade Escondido posto no jogo e Russell H. revelou que estava de posse deste. Russell H. confessou, posteriormente, que tinha cometido um erro em revelar a posse do Ídolo para John. Russell H. foi até Dave e falou que poderia salvá-lo nesta rodada se Dave votasse em John. Dave concordou com o acordo e acrescentou que falaria com Monica para esta, também, votar em John. Russell H. contou seus planos para Mick, mas este ressaltou que Shambo não ficaria feliz com o quarteto Foa Foa por eles não seguirem o desejo dela eliminar Dave. Mick contou a Jaison sobre o plano de Russell H. e Jaison, também, ficou preocupado como Shambo iria reagir e disse que não conseguia entender quais os motivos de John ser o próximo eliminado. No Conselho Tribal, o plano de Russell H. foi posto em prática, excluindo Shambo no processo e enganando John que foi eliminado com 7-1-1 votos.

### Episódio 12: "Damage Control"
- Prova de Imunidade: Os competidores competem em um torneio de boliche. Aleatoriamente os competidores são divididos em duplas onde um compete contra o outro em rodadas com direito a dois arremessos cada. O competidor que derrubar mais pinos na rodada avança para a seguinte enquanto o perdedor está eliminado da prova. Os competidores remanescentes da primeira rodada competem um contra o outro, em uma segunda rodada, no mesmo processo da anterior e assim sucessivamente até o vencedor ser determinado.
  -     - Vencedor da Imunidade      Jaison

Depois de retornar ao acampamento após o Conselho Tribal, Shambo estava pasma sobre todos votarem contra John. Russell H., então, começou o seu controle de danos mentindo para Shambo alegando que John estava irritado com ela e queria eliminá-la e para protegê-la Russell H. quebrou sua promessa que tinha com John e o eliminou. Ela acreditou na mentira e disse para Russell H. que Dave ainda deveria ser o próximo eliminado. Jaison decidiu mudar sua estratégia no jogo focando em potenciais votos no júri. Jaison contou para Brett e Monica que Russell H. contou para Mick que havia ganhado com seu trabalho 1,7 milhões de dólares apenas no ano passado. Quando a tribo chegou à área do próximo desafio, Jeff anunciou que eles disputariam imunidade e não a esperada recompensa. Jaison conquistou sua segunda imunidade seguida, enquanto Shambo reafirmava sua posição em querer que Dave fosse mandado para casa no próximo Conselho Tribal. Depois da prova, Dave saiba que era o mais cogitado a ser eliminado. Russell H. cogitou a possibilidade de manter Dave ao seu lado pensando que teria chances de vencê-lo perante o júri e falou para Dave votar contra Shambo e trazer Brett e Monica para votar junto com ele. No Conselho Tribal daquela noite Shambo teve seu desejo realizado e Dave foi eliminado com 7-1 votos.
- Prova de Imunidade: Os competidores devem nadar oceano adentro para recuperar uma de três sacolas da respectiva cor que o está representando no desafio. Uma vez com sua sacola eles devem nadar de volta até a praia onde devem, pulando sobre uma prancha como se fosse uma gangorra, arremessar a sacola em uma cesta no topo de uma torre. O primeiro competidor que conseguir encestar, primeiro, suas três sacolas ganha a imunidade.
  -     - Vencedor da Imunidade      Brett

### Episódio 13:  "Two Brains Are Better Than One"
- Prova de Recompensa: Cocos estão suspensos por uma série de cordas entrelaçadas em um alto painel. Os competidores são divididos em duas equipes. A cada rodada, intercalando ora uma equipe ora outra, um competidor deve escolher uma corda e removê-la do painel, objetivando derrubar o menor número possível de cocos no processo. A primeira equipe que derrubar 100 cocos perde o desafio.
  - Recompensa: Uma viagem até uma vila samoana onde passam a noite podendo dormir em colchões, com travesseiros e cobertores, além de um banquete local.
    - Vencedores da Recompensa:      Russell H., Shambo e Jaison
- Prova de Imunidade: Os competidores devem correr ao longo de um percurso com seis diferentes estações onde, em cada uma, devem contar o número dos itens lá expostos (porcos, caranguejos, rochas, cocos, polvos e peixes). O número de itens deve ser utilizado como senha para destravar um dispositivo que prende um bastão; o primeiro competidor que descobrir a senha correta, destravar o dispositivo e quebrar seu respectivo painel ganha a imunidade.
  -     - Vencedor da Imunidade      Brett

Brett e Natalie se aproximaram pelo vínculo criado através do seu interesse compartilhado em religião. Na Prova de Recompensa os competidores sortearam pedras coloridas para definir quem seria os capitães dos dois times que se enfrentariam no desafio. Russell H. e Natalie foram sorteados como capitães e, na disputa “pedra, papel e tesoura” Natalie venceu e pode iniciar escolhendo pelo seu time. Ela escolheu Brett e Mick. Russell H. escolheu Jaison e Shambo. A conexão religiosa de Natalie e Brett ficou evidente durante o desafio e foi percebida por Russell H. e Shambo, esta última suspeitou que uma aliança entre ambos estava sendo construída e que eles não poderiam deixar isso acontecer. A prova foi vencida por Russell H., Jaison e Shambo. Enquanto desfrutavam sua recompensa, Jaison conversou com Russell H. dizendo que estava de acordo em irem juntos até os três finalistas, e o trio vencedor discutiu sobre a possibilidade de Natalie e Brett estarem formando uma aliança e para eles a quebrarem imediatamente tinham eliminar Brett ou Mick no próximo Conselho Tribal. No acampamento Brett sugeriu que o trio perdedor criasse sua própria recompensa e passassem o dia na praia caçando por mariscos. Quando retornou ao acampamento Russell H. questionou Natalie sobre Brett ter sido sua primeira escolha durante a Prova de Recompensa e ela reafirmou sua aliança com Russell H. que surgiu nos primeiros dias de jogo. Russell H. estava bastante confiante em seu desempenho no jogo e declarou que poderia derrotar Brett em qualquer desafio, possibilitando aos Foa Foa originais eliminar o último Galu remanescente. A confiança de Russell H. foi abalada quando Brett venceu seu segundo desafio de imunidade individual seguido. Jaison conversou com Russell H. ressaltando a necessidade de eliminarem Shambo, já que ela não era boa nos desafios e eles precisavam manter os Foa Foa originais fortes para tentarem quebrar a sequência de vitórias de Brett. Jaison rapidamente deixou o local onde conversava com Russell H. sem dar nenhuma explicação quando Shambo se aproximou deles. Shambo achou o comportamento de Jaison estranho, mas Russell H. remediou a situação alegando que ele estava irritado  e queria eliminar Mick, o que Russell H. concordava. Russel H. contou para Mick que Shambo estava ficando paranoica e que esta era a hora de eliminá-la. Mick ficou surpreso com a mudança repentina de Russell H. No Conselho Tribal Russell H. abertamente revelou que possuía um Ídolo de Imunidade Escondido, mas não o utilizou durante sua última chance de fazê-lo. Shambo foi eliminada com 5-1 votos.

### Episódio 14: "This Game Ain't Over"
- Prova de Imunidade: Os competidores devem correr através de uma rede de cordas e cruzarem traves de equilíbrio em busca de uma sacola com peças de um quebra-cabeça. Uma vez com a sacola o competidor deve refazer o percurso até uma plataforma no alto de uma escada íngreme onde deve começar a montar o quebra-cabeça. O primeiro competidor que completar corretamente seu quebra-cabeça (logo de Survivor: Samoa) ganha a imunidade.
  -     - Vencedor da Imunidade:      Brett

Os remanescentes de Foa Foa se concentraram em verem livres de Brett, sentindo que ele não deveria estar entre eles. Russell H. falou para Natalie sobre como eles poderiam votar e seguir no jogo caso Brett vencesse a próxima Prova de Imunidade; Russell H. achava que os homens deveriam permanecer juntos para tentar derrotar Brett no último desafio por imunidade e impedi-lo de chegar à final. Russell H. foi, de novo, extremamente confiante para a Prova de Imunidade e liderou a prova até as etapas finais, mas durante a montagem do quebra-cabeça Brett assumiu a liderança e ganhou sua terceira imunidade seguida. Natalie e Russell H. novamente discutiram sobre quais seriam os planos para o Conselho Tribal. Russell H. queria manter Natalie, pois achava que ela não ganharia nenhum voto do júri e que a veriam como alguém que apenas seguiu os planos de Russell H. e não teve iniciativa própria. Russell H. falou a Jaison que para eles estarem entre os três finalistas, eles deveriam manter Natalie e eliminar Mick, o que Jaison concordou. Russell H. contou a Mick uma história diferente em que Jaison não tinha possibilidade de derrotar Brett na próxima Prova de Imunidade e que a eliminação de Jaison era a única chance que os Foa Foa tinham contra Brett. Mick concordou com o plano já que sentia que Jaison não estava mentalmente focado no jogo, enquanto Natalie estava. Com o voto alternando entre Jaison e Mick o poder de decisão sobre quem iria para casa recaiu sobre Natalie e Russell H. que decidiram votar contra Jaison que foi enganado e eliminado com 4-1 votos.
- Prova de Imunidade: Na prova  Over Extended[29] os competidores devem equilibrar uma estátua de madeira no topo de uma vara. Em intervalos regulares, um pedaço adicional deve ser acrescido ao final da vara inicial, fazendo-a mais alta e mais difícil de equilibrar.  O último competidor que permanecer equilibrando sua estátua, sem derrubá-la, ganha a imunidade.
  -     - Vencedor da Imunidade:      Russell H.

De volta ao acampamento, Brett sabia que vencer o próximo desafio de imunidade era crucial para ele seguir no jogo ou poderia dar adeus à competição. Russell H. fez um pacto com Brett de que caso algum dos dois vencesse a próxima Prova de Imunidade eles se levariam para entre os três finalistas. Os quatro últimos competidores fizeram a tradicional jornada em honra aos competidores eliminados antes deles e rumaram para a última Prova de Imunidade. A decisão da última imunidade ficou entre Brett e Russell H.; quando suas varas, que mantinham suas respectivas estátuas equilibradas no topo, estavam com mais de dois metros de altura, Brett perdeu o equilíbrio e derrubou sua estátua dando a Russell H. sua primeira vitória por imunidade individual. Desta forma Brett sabia que sua última esperança em se manter no jogo era tentar a sorte com o acordo feito com Russell H. Russell H. vangloriava-se de sua vitória no desafio para Mick e Natalie e afirmava que estava a apenas um pequeno passo para alcançar seu prêmio de um milhão de dólares. Mick estava apreensivo, pois tinha certeza de que Russell H. tinha alguma plano secreto que o faria ser eliminado, mas Natalie o acalmou dizendo que os remanescentes de Foa Foa iriam juntos à final. Russell H. falou a Brett que estava com um grande problema já que ele havia feito tratos com todos para serem os três finalistas do programa. Russell H. aproveitou a oportunidade e disse que Brett era o tipo de rapaz que ele gostaria que suas filhas se casassem e desejava ter sido como Brett quando era mais jovem. Russell H. contou a Brett que Mick e Natalie votariam contra ele no próximo Conselho Tribal e perguntou se Brett poderia vencer um desafio de fazer fogo caso Russell forçasse um empate entre Brett e Mick. No Conselho Tribal, Mick e Natalie afirmaram que não havia dúvidas naquela noite de que Brett deveria ir para casa. Jeff perguntou a Russell H. se ele apreciava o competidor que havia em Brett. Russell H. respondeu que respeitava o jogo dele e que Brett merecia estar entre os três finalistas. Mick e Natalie enfatizaram que estrategicamente Russell H. deveria votar para eliminar Brett. No final, Russell H. votou contra Brett e ele se tornou o último membro do júri, sendo eliminado por 3-1 votos.
Mick, Natalie e Russell H. comemoraram com o tradicional café da manhã do dia 39. Russell H. pressionou Natalie para que esta contasse o que planejava dizer ao júri enquanto se gabava de como ele já tinha todos os votos necessários para sua vitória. Antes de se dirigirem ao Conselho Tribal Final os três finalistas queimaram o acampamento Aiga. No Conselho Tribal os três fizeram seus discursos de aberturas; Mick começou dizendo que tentou jogar um jogo onde ele não precisasse ir contra sua moral e não precisasse ficar fazendo promessas a todos para posteriormente quebrá-las, mentir ou enganá-las durante o jogo. Em seu discurso Natalie focou como ele chegou à final tentando ganhar a confiança de todos sem sair de sua zona de segurança e que ela apreciava todos do júri. Russell H. relembrou muitos de seus grandes movimentos estratégicos ao longo do jogo e ressaltou que ele jogou melhor que Mick e Natalie. Ao término do discurso de Russell H. os membros do júri puderam fazer suas perguntas aos três finalistas. Jaison iniciou os questionamentos, pedindo que os três dissessem ao júri suas verdadeiras ocupações. Todos os três contaram o que eles faziam, mas Jaison pontuou que tanto Natalie quanto Russell H. tinham muito dinheiro antes de entrar no programa e que Mick tinha grande potencial para conseguir muito dinheiro com sua ocupação após sair do programa e que, portanto, o júri não deveria usar o critério de quem tem menos dinheiro para votar. Shambo aproveitou a oportunidade para se desculpar com a América por ter desmantelado a tribo Galu. Ela chamou o jogo de Mick de ineficiente e usou a palavra "carona" para descrever Natalie que se defendeu dizendo que propositalmente tentou não ser agressiva neste jogo. Shambo, então, disse que não havia como Mick ou Natalie ganharem seu voto e não perguntou nada para Russell H.  Brett perguntou para Mick como seria um dia entre eles e que tipo de coisas eles fariam , Brett perguntou isso para tentar averiguar em qual nível Mick considerava Brett como ser humano. Brett não perguntou nada para Natalie ou Russell H.  Kelly começou com Natalie, dizendo que Natalie nunca foi bem nas provas e que Kelly sempre a via pedindo ajuda nos desafios,  Natalie  respondeu dizendo que podia não ter sido a melhor nos desafios, mas sempre deu 100% e que foi melhorando conforme a competição foi avançando. Ela perguntou a Russell H., se na vida real, ele mentia, enganava e roubava como tinha feito no jogo. Russell H. disse que não e que, no jogo, "honra, integridade e lealdade" não foram as coisas mais importantes para ele. Ela não perguntou nada para Mick.  A próxima a perguntar foi Monica, e ela perguntou a Mick e Natalie porque eles achavam que as outras duas pessoas sentadas ao seu lado mereciam menos vencer. Mick disse que Natalie não fez nada no jogo a não ser se aliar com Russell H. e que Russell H. estava disposto a mentir, enganar as pessoas, colocá-las umas contra as outras, além de ter um ego imenso.  Russell H. interrompeu a resposta de Mick alegando que tanto Mick e Natalie sabiam que ele estava enganando e mentindo para os outros e o cumprimentavam alegremente quando eliminava as pessoas que estavam em seu caminho. Natalie não teve chance de respondeu a pergunta de Monica.  Dave perguntou aos três qual o percentual de chance que eles achavam que tinham com o júri. Mick achava que tinha entre 20-25%, Natalie 30-40% e Russell H. achava que tinha 55%.  Laura perguntou a Russell H. o que ele aprendeu sobre ela e que não seria capaz de superar e não perguntou nada para Natalie ou Mick.  John pediu para Mick e Natalie convencê-lo de que eles mereciam ganhar seu voto.  Mick repetiu seu discurso de abertura.  Natalie disse que percebeu como as mulheres agressivas estavam sendo eliminadas do jogo e se adaptou a esse fato seguindo um caminho diferente.  John não perguntou nada para Russell H. Erik não fez perguntas para nenhum dos finalistas ao invés disso comentou sobre seus respectivos estilos de jogo. Ele disse que Mick não fez nada durante seus 39 dias em Samoa que o convencesse de que ele merecia o título de líder da tribo Foa Foa conquistador no dia 01 do jogo. Para Russell H. ele disse que Russell H. jogou um jogo antiético e admitia e se vangloriava desde tipo de jogo e se disse confuse em perceber que Russell H. estava no lugar certo (referindo a este ter chegado à Final) jogando de modo errado. E, finalmente, Erik falou para Natalie que as pessoas podiam chamá-la de fraca e inútil, mas "porque essas características seriam menos “admiráveis” que mentir, enganar e roubar?". Ela poderia ser considerada a menos merecedora do título de "Única Sobrevivente", mas talvez, somente talvez, em um ambiente cheio de arrogância (apontando para Russell H.) e títulos delirantes (apontando para Mick) a pessoa que pense que é a menos merecedora seja, provavelmente, a mais e que Natalie teria seu voto e esperava que conseguisse mais quatro votos.  O júri deu à Natalie mais seis votos adicionais e ela se tornou a Única Sobrevivente derrotando, respectivamente, Russell H. e Mick por 7-2-0 votos.

## Histórico de Votação
|             | Tribos Originais  | Tribos Originais  | Tribos Originais | Tribos Originais | Tribos Originais  | Tribos Originais | Tribos Originais        | Tribos Originais | Tribo Pós-Fusão  | Tribo Pós-Fusão  | Tribo Pós-Fusão | Tribo Pós-Fusão  | Tribo Pós-Fusão | Tribo Pós-Fusão | Tribo Pós-Fusão  | Tribo Pós-Fusão  | Tribo Pós-Fusão  | Tribo Pós-Fusão | Tribo Pós-Fusão | Tribo Pós-Fusão      | Tribo Pós-Fusão   |
| ----------- | ----------------- | ----------------- | ---------------- | ---------------- | ----------------- | ---------------- | ----------------------- | ---------------- | ---------------- | ---------------- | --------------- | ---------------- | --------------- | --------------- | ---------------- | ---------------- | ---------------- | --------------- | --------------- | -------------------- | ----------------- |
| Episódio #: | 1                 | 2                 | 2                | 3                | 4                 | 5                | 6                       | 7                | 8                | 9                | 10              | 10               | 11              | 12              | 12               | 13               | 14               | 14              | Reunião         | Reunião              | Reunião           |
| Eliminado:  | Marisa 7/10 votos | Mike Nenhum voto6 | Betsy 7/8 votos  | Ben 6/7 votos    | Yasmin 8/10 votos | Ashley 5/6 votos | Russell S. Nenhum voto7 | Liz 4/5 votos    | Erik 10/12 votos | Kelly 4/4 votos5 | Empate8         | Laura 5/8 votos8 | John 7/9 votos  | Dave 7/8 votos  | Monica 5/7 votos | Shambo 5/6 votos | Jaison 4/5 votos | Brett 3/4 votos | Mick 0/9 votos  | Russell H. 2/9 votos | Natalie 7/9 votos |
| Competidor  | Voto              | Voto              | Voto             | Voto             | Voto              | Voto             | Voto                    | Voto             | Voto             | Voto             | Voto            | Voto             | Voto            | Voto            | Voto             | Voto             | Voto             | Voto            | Voto            | Voto                 | Voto              |
| Natalie     | Marisa            |                   | Betsy            | Ben              |                   | Ashley           |                         | Liz              | Erik             | Kelly            | Laura           | Ninguém          | John            | Dave            | Monica           | Shambo           | Jaison           | Brett           | Voto do Júri    | Voto do Júri         | Voto do Júri      |
| Russell H.  | Marisa            |                   | Betsy            | Ben              |                   | Ashley           |                         | Liz              | Erik             | Kelly            | Laura           | Laura            | John            | Dave            | Monica           | Shambo           | Jaison           | Brett           | Voto do Júri    | Voto do Júri         | Voto do Júri      |
| Mick        | Ashley            |                   | Betsy            | Ben              |                   | Ashley           |                         | Liz              | Erik             | Kelly            | Laura           | Laura            | John            | Dave            | Monica           | Shambo           | Jaison           | Brett           | Voto do Júri    | Voto do Júri         | Voto do Júri      |
| Brett       |                   |                   |                  |                  | Yasmin            |                  |                         |                  | Erik             | Russell H.       | Natalie         | Natalie          | John            | Dave            | Russell H.       | Shambo           | Jaison           | Mick            |                 |                      | Natalie           |
| Jaison      | Marisa            |                   | Betsy            | Ben              |                   | Ashley           |                         | Liz              | Erik             | Kelly            | Laura           | Laura            | John            | Dave            | Monica           | Shambo           | Mick             |                 |                 |                      | Natalie           |
| Shambo      |                   |                   |                  |                  | Monica            |                  |                         |                  | Jaison           | Russell H.       | Laura           | Laura            | Dave            | Dave            | Monica           | Mick             |                  |                 | Russell H.      |                      |                   |
| Monica      |                   |                   |                  |                  | Yasmin            |                  |                         |                  | Erik             | Russell H.       | Natalie         | Natalie          | John            | Dave            | Russell H.       |                  |                  |                 | Natalie         |                      |                   |
| Dave        |                   |                   |                  |                  | Yasmin            |                  |                         |                  | Erik             | Russell H.       | Natalie         | Natalie          | John            | Shambo          |                  |                  |                  | Natalie         |                 |                      |                   |
| John        |                   |                   |                  |                  | Yasmin            |                  |                         |                  | Erik             | Russell H.       | Natalie         | Laura            | Mick            |                 |                  | Russell H.       |                  |                 |                 |                      |                   |
| Laura       |                   |                   |                  |                  | Yasmin            |                  |                         |                  | Erik             | Russell H.       | Natalie         | Ninguém          |                 |                 |                  |                  | Natalie          |                 |                 |                      |                   |
| Kelly       |                   |                   |                  |                  | Yasmin            |                  |                         |                  | Erik             | Russell H.       |                 |                  |                 |                 | Natalie          |                  |                  |                 |                 |                      |                   |
| Erik        |                   |                   |                  |                  | Yasmin            |                  |                         |                  | Jaison           |                  |                 |                  | Natalie         |                 |                  |                  |                  |                 |                 |                      |                   |
| Liz         | Marisa            |                   | Betsy            | Ben              |                   | Ashley           |                         | Jaison           |                  |                  |                 |                  |                 |                 |                  |                  |                  |                 |                 |                      |                   |
| Russell S.  |                   |                   |                  |                  | Yasmin            |                  |                         |                  |                  |                  |                 |                  |                 |                 |                  |                  |                  |                 |                 |                      |                   |
| Ashley      | Marisa            |                   | Betsy            | Ben              |                   | Liz              |                         |                  |                  |                  |                 |                  |                 |                 |                  |                  |                  |                 |                 |                      |                   |
| Yasmin      |                   |                   |                  |                  | Monica            |                  |                         |                  |                  |                  |                 |                  |                 |                 |                  |                  |                  |                 |                 |                      |                   |
| Ben         | Marisa            |                   | Betsy            | Ashley           |                   |                  |                         |                  |                  |                  |                 |                  |                 |                 |                  |                  |                  |                 |                 |                      |                   |
| Betsy       | Ashley            |                   | Ben              |                  |                   |                  |                         |                  |                  |                  |                 |                  |                 |                 |                  |                  |                  |                 |                 |                      |                   |
| Mike        | Marisa            |                   |                  |                  |                   |                  |                         |                  |                  |                  |                 |                  |                 |                 |                  |                  |                  |                 |                 |                      |                   |
| Marisa      | Ashley            |                   |                  |                  |                   |                  |                         |                  |                  |                  |                 |                  |                 |                 |                  |                  |                  |                 |                 |                      |                   |

↑6  Mike foi evacuado por razões médicas.
↑7  Russell S. foi evacuado por razões médicas.
↑8  A primeira votação no Conselho Tribal resultou em empate entre Laura e Natalie. Pelas regras do programa, uma segunda votação ocorreu onde as competidoras empatadas não votaram e os demais competidores votaram em um das duas.
↑9  Laura e Natalie não votaram na segunda votação do Conselho Tribal.